# Groupe de Novembre
Le groupe de Novembre (finnois : Marraskuun ryhmä) est un groupe d'artistes finlandais inspirés par l'expressionnisme, actif avant la Première Guerre mondiale.

## Présentation
Ses membres les plus éminents sont Tyko Sallinen, Alvar Cawén, Eero Nelimarkka, Juho Mäkelä et Wäinö Aaltonen. Parmi les autres membres on peut citer Ilmari Aalto, Hannes Autere, Kalle Carlstedt, Mikko Carlstedt, Marcus Collin, Ragnar Ekelund, Gabriel Engberg, Uuno Eskola, Einar Ilmoni, Karl Ingelius, Jussi Jylänki, Albin Kaasinen, Viljo Kojo, Paavo Leinonen, Anton Lindforss, Arvo Makkonen, Alex Matson, Kosti Meriläinen, Juho Rissanen, Jalmari Ruokokoski, Inni Siegberg et Antti Wanninen.
Le groupe suit le cubisme et s'interdit l'usage des couleurs, en général le monde des couleurs du groupe est très sombre et proche des couleurs de la terre. Les thèmes dominants sont nationaux. Dans les cercles artistiques de Finlande de l'époque, on ne valorise pas les nouvelles tendances artistiques et le style libre est fortement critiqué.
Le groupe de Novembre est en partie contemporain du groupe Septem et il a été considéré comme un phénomène spécifiquement national, en contrepoids à l'internationalisme du groupe Septem.
Cependant de nombreux membres du groupe de novembre ont commencé leur carrière comme peintres de la couleur, dans le sillage du groupe Septem.
Même si le premier représentant du groupe est Tyko Sallinen on considère souvent que le mouvement suivait Juho Mäkelä, dont les peintures sont très remarquées durant les années 1910.
Le groupe organise sa première exposition en 1916.

## Galerie photographique

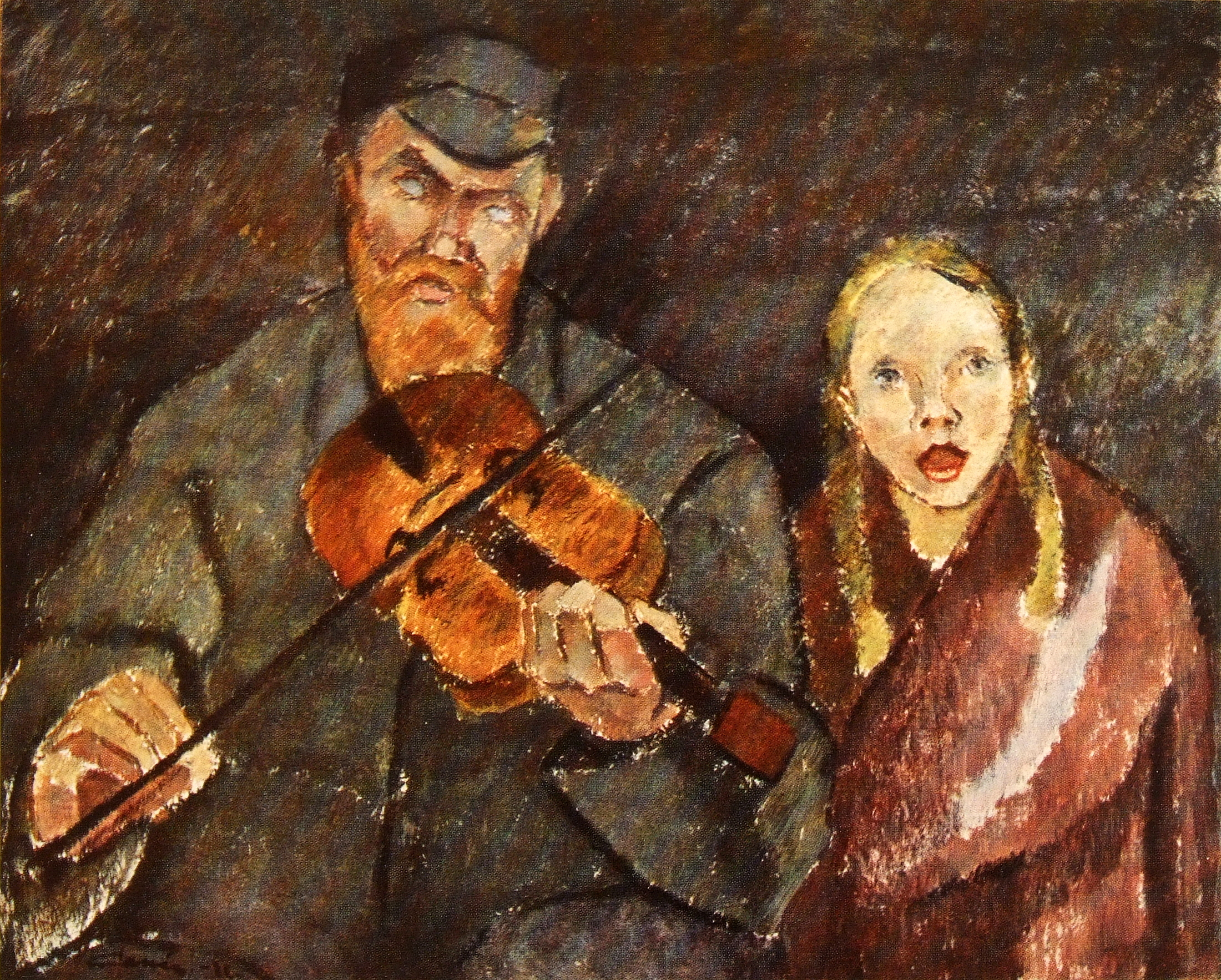
Alvar Cawén, Le Musicien aveugle, 1922
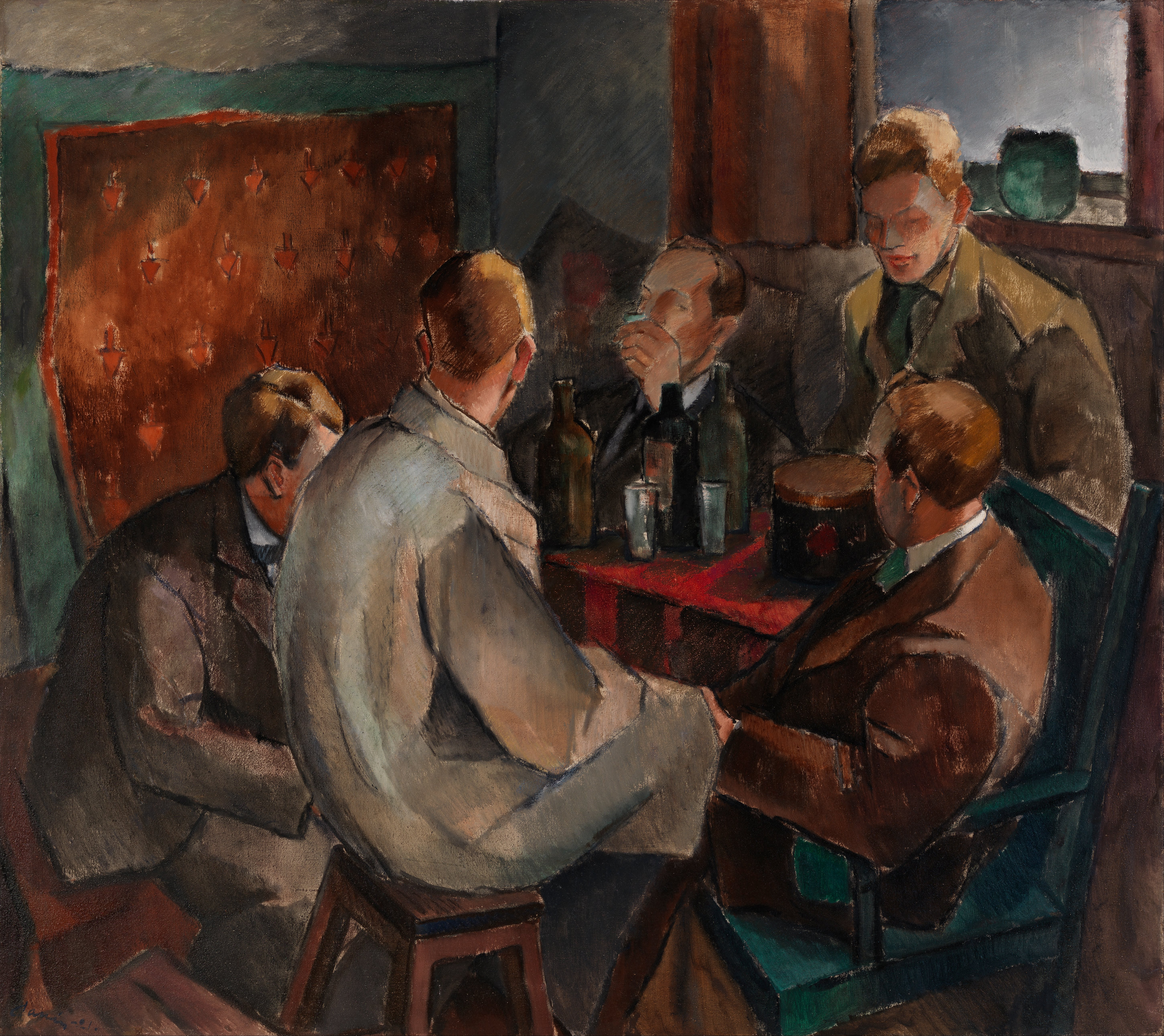
Alvar Cawén, Membres du groupe de Novembre